# 게이지 변환군
이론물리학과 미분기하학에서 게이지 변환군(gauge變換群, 영어: group of gauge transformations)은 어떤 주다발의 자기 동형으로 구성된 위상군이다. 그 원소를 게이지 변환(gauge變換, 영어: gauge transformation)이라고 한다. 양-밀스 이론이나 천-사이먼스 이론과 같은 게이지 이론은 이러한 군을 대칭으로 갖는다.

## 정의

### 함수로서의 정의
다음이 주어졌다고 하자.
- 매끄러운 다양체 {\displaystyle M}
- 리 군 {\displaystyle G}
- {\displaystyle G}-매끄러운 주다발 {\displaystyle P\twoheadrightarrow M}

그렇다면, {\displaystyle P}의 게이지 변환은 {\displaystyle P}의 자기 동형 사상이다. 즉, 매끄러운 함수
{\displaystyle \phi \in {\mathcal {C}}^{\infty }(P,G)}
가운데, 등변 함수 조건
{\displaystyle \phi (p\cdot g)=g^{-1}\phi (p)g\qquad \forall (p,g)\in P\times G}
을 만족시키는 것이다.:539, (2.1) 즉, 다음과 같은 가환 그림이 성립한다.
{\displaystyle {\begin{matrix}P\times G&{\overset {(\cdot )}{\to }}&P\\{\scriptstyle \!\!\!\!\!\!(\phi ,\operatorname {id} )}\downarrow {\scriptstyle \color {White}(\phi ,\operatorname {id} )\!\!\!\!\!\!}&&{\color {White}\scriptstyle \!\!\!\!\!\!\phi }\downarrow {\scriptstyle \phi \!\!\!\!\!\!}\\G\times G&{\underset {\!\!\!\!\!\!\!\!\!(h,g)\mapsto g^{-1}hg\!\!\!\!\!\!\!\!\!}{\to }}&G\end{matrix}}}
두 게이지 변환 {\displaystyle \phi ,\chi }는 다음과 같이 점별 곱셈으로 곱할 수 있다.
{\displaystyle (\phi \chi )(p)=\phi (p)\chi (p)}
그렇다면, 게이지 변환들의 집합은 위상군을 이룬다. 이를 게이지 변환군이라고 한다.

### 연관 다발을 통한 정의
다음이 주어졌다고 하자.
- 매끄러운 다양체 {\displaystyle M}
- 리 군 {\displaystyle G}
- {\displaystyle G}-매끄러운 주다발 {\displaystyle P\twoheadrightarrow M}

그렇다면, 연관 다발 {\displaystyle \operatorname {Ad} (P)=P\times _{G}G}을 취할 수 있다. 여기서 {\displaystyle G}의, 스스로 위의 왼쪽 군 작용은 켤레 {\displaystyle g\cdot h=ghg^{-1}}이다.
이 올다발의 매끄러운 단면
{\displaystyle \phi \in \Gamma ^{\infty }(\operatorname {Ad} (P))}
을 {\displaystyle P}의 게이지 변환이라고 한다.
이 정의는 함수로서의 정의와 동치이다.:539, §2

### 무한소 게이지 변환
게이지 변환군 {\displaystyle \operatorname {Aut} (P)=\Gamma ^{\infty }(\operatorname {Ad} (P))}에 대응하는 실수 리 대수는 딸림표현 연관 벡터 다발
{\displaystyle \operatorname {ad} (P)=P\times _{G}{\mathfrak {g}}}
의 매끄러운 단면
{\displaystyle \Gamma ^{\infty }(\operatorname {ad} (G))}
의 실수 벡터 공간이다. 이 경우, {\displaystyle {\mathfrak {g}}}의 리 괄호는 {\displaystyle G}의 딸림표현 작용에 공변이므로,
{\displaystyle [\operatorname {ad} (g)x,\operatorname {ad} (g)y]=\operatorname {ad} ([x,y])}
이는 {\displaystyle \Gamma ^{\infty }(\operatorname {ad} (G))} 위에 점별로 잘 정의되며, 이는 실수 리 대수를 이룬다. 그 원소는 무한소 게이지 변환(영어: infinitesimal gauge transformation)으로 해석될 수 있다.

### 큰 게이지 변환
게이지 변환군 {\displaystyle \operatorname {Aut} (P)}는 위상군이며, 그 연결 성분의 군
{\displaystyle \pi _{0}(\operatorname {Aut} (P))={\frac {\operatorname {Aut} (P)}{\operatorname {Aut} _{0}(P)}}}
을 정의할 수 있다. 이를 큰 게이지 변환(영어: large gauge transformation)의 군이라고 한다. 반면, 항등원을 포함하는 연결 성분 {\displaystyle \operatorname {Aut} _{0}(P)}의 원소를 작은 게이지 변환(영어: small gauge transformation)이라고 한다.

## 성질

### 연관 벡터 다발의 단면 위의 작용
임의의 {\displaystyle M} 위의 {\displaystyle G}의 유한 차원 실수 표현 {\displaystyle G\to \operatorname {GL} (V)}이 주어졌을 때, 연관 벡터 다발
{\displaystyle E=P\times _{G}V}
의 매끄러운 단면의 공간 {\displaystyle \Gamma ^{\infty }(E)}를 생각할 수 있다. 게이지 변환군 {\displaystyle \operatorname {Aut} (P)}은 그 위에 다음과 같은 표준적인 왼쪽 군 작용을 갖는다.
{\displaystyle (\phi \cdot s)(x)=q(p,\phi (p)v)\qquad (s(x)=q(p,v),\;(p,v)\in P\times V)}
여기서
{\displaystyle q\colon P\times V\twoheadrightarrow P\times _{G}V=E}
는 연관 벡터 다발의 정의에 등장하는 전사 함수이다.

### 주접속과 주곡률 위의 작용
매끄러운 다양체 {\displaystyle M} 위의 {\displaystyle G}-주다발 {\displaystyle P\twoheadrightarrow M} 위의 주접속 {\displaystyle A\in \Omega ^{1}(P;{\mathfrak {g}})}이 주어졌다고 하자. {\displaystyle P}의 게이지 변환 {\displaystyle \phi \in \Gamma (\operatorname {Ad} (P))}는 주다발의 자기 동형
{\displaystyle \phi _{\#}\colon P\to P}
{\displaystyle \phi _{\#}\colon p\mapsto p\cdot \phi (p)}
를 정의하며, 따라서 주접속 위에도
{\displaystyle \phi \cdot A=\phi _{\#}^{*}A}
와 같이 작용한다.
게이지 변환군은 주접속 {\displaystyle A\in \Omega ^{1}(P;{\mathfrak {g}})}의 곡률 {\displaystyle F\in \Omega ^{2}(P;{\mathfrak {g}})} 위에 마찬가지로 다음과 같이 작용한다.
{\displaystyle F\mapsto \phi _{\#}^{*}F}
반면, 예를 들어, 킬링 형식 {\displaystyle B(-,-)} 및 준 리만 계량 {\displaystyle g}에 대하여, 양-밀스 라그랑지언 {\displaystyle B(F,F^{\#})\in \Omega ^{0}(M)}는 게이지 불변이다.

### 큰 게이지 변환에 대한 레벨의 양자화
매끄러운 다양체 {\displaystyle M} 위의 주다발 {\displaystyle P}를 생각하자.
어떤 작용 {\displaystyle S}가 게이지 변환 {\displaystyle \phi \in \Gamma ^{\infty }(\operatorname {Ad} (P))}에 대하여 다음과 같은 꼴로 변환한다고 하자.
{\displaystyle {\frac {1}{2\pi }}S\mapsto {\frac {1}{2\pi }}S+\sum _{i}\int _{M}F_{i}\wedge \phi ^{*}\alpha _{i}}
{\displaystyle \alpha _{i}\in \Omega ^{d_{i}}(G)}, {\displaystyle ((-)^{g})^{*}\alpha _{i}=\alpha _{i}} ({\displaystyle (-)^{g}\colon G\to G,\;h\mapsto ghg^{-1}})
{\displaystyle \mathrm {d} \alpha _{i}=0}
{\displaystyle F_{i}\in \Omega ^{n-d_{i}}(M)}
{\displaystyle \mathrm {d} F_{i}=0}
여기서 {\displaystyle \alpha _{i}}의 당김은 켤레 변환 불변성에 대하여 {\displaystyle \operatorname {Ad} (P)}의 임의의 국소 자명화에 상관없이 잘 정의된다.
이론이 양자장론에 따라 잘 정의되려면 (즉, {\displaystyle \exp(\mathrm {i} S)}가 게이지 불변이려면), 항상
{\displaystyle \sum _{i}\int _{M}F_{i}\wedge g^{*}\alpha _{i}\in \mathbb {Z} }
이어야 한다.
만약 {\displaystyle g}가 작은 게이지 변환이라면, {\displaystyle \alpha _{i}}가 완전 미분 형식이 된다. 즉, {\displaystyle \alpha _{i}=\mathrm {d} \beta _{i}}라고 하면,
{\displaystyle {\frac {1}{2\pi }}S\mapsto {\frac {1}{2\pi }}S+\sum _{i}\int _{M}\mathrm {F} _{i}\wedge \phi ^{*}\mathrm {d} \beta _{i}={\frac {1}{2\pi }}S+\sum _{i}(-)^{(n-d_{i})}\int _{M}\mathrm {d} (F_{i}\wedge \phi ^{*}\beta _{i})={\frac {1}{2\pi }}S}
가 되어, 이 작용은 작은 게이지 변환에 대하여 불변임을 알 수 있다. 그러나 이는 일반적으로 큰 게이지 변환에 대하여 불변이 아닐 수 있다. 즉, 만약 {\displaystyle \alpha _{i}}가 자명하지 않은 코호몰로지류를 갖는다면, 이는 이론에서
{\displaystyle [M]\frown ([F_{i}]\smile \operatorname {H} ^{d_{i}}(M;\mathbb {R} ))\in \mathbb {Z} }
의 꼴의 제약을 유도한다. 이는 디랙 양자화의 한 경우이다. (여기서 {\displaystyle [M]\in \operatorname {H} _{n}(M;\mathbb {R} )}는 실수 계수 기본류이다.)
특히, 만약 {\displaystyle d_{i}=n}일 경우, 이는
{\displaystyle F_{i}\in \mathbb {Z} }
를 유도한다. 이 경우, 이 값 {\displaystyle F_{i}\in \mathbb {Z} }를 레벨(영어: level)이라고 한다.
예를 들어, 아벨 또는 비아벨 천-사이먼스 이론이 이와 같은 경우에 해당한다.

## 예

### 자명한 주다발
{\displaystyle P=M\times G}가 자명한 주다발이라고 하자 (즉, 대역적 단면이 주어졌다고 하자). 이 경우, 표준적으로 {\displaystyle \operatorname {Ad} (P)=M\times G}가 되며, 게이지 변환은 단순히 매끄러운 함수 {\displaystyle M\to G}가 된다.
만약 {\displaystyle M=\mathbb {S} ^{n}}이 초구이며, {\displaystyle P=M\times G}가 자명한 주다발이라면, 큰 게이지 변환의 군은 호모토피 군 {\displaystyle \pi _{n}(G)}과 집합으로서 같다. 그러나 호모토피 군으로서의 군 연산은 큰 게이지 변환의 군으로서의 군 연산과 일반적으로 다르다.
특히, 만약 {\displaystyle M=\mathbb {S} ^{3}}이며, {\displaystyle G}가 콤팩트 단순 리 군일 경우, {\displaystyle \pi _{3}(G)=\operatorname {Cyc} (\infty )} (무한 순환군)이 된다.

### 아벨 주다발
만약 {\displaystyle G}가 아벨 리 군이라고 하고, 이를 올로 갖는 매끄러운 주다발 {\displaystyle P}를 생각하자. 이 경우, {\displaystyle G} 위의 켤레 작용이 자명하므로, 표준적으로
{\displaystyle \operatorname {Ad} (P)=P\times _{G}G=M\times G}
가 되며, 게이지 변환은 단순히 매끄러운 함수 {\displaystyle M\to G}가 된다. 마찬가지로, 무한소 게이지 변환은 리 대수 값 미분 형식 {\displaystyle \Omega ^{1}(M)\otimes _{\mathbb {R} }{\mathfrak {lie}}(G)}가 된다.
이 경우, 주접속의 곡률은 사실 {\displaystyle M} 위의 리 대수 값 미분 형식 {\displaystyle F\in \Omega ^{2}(M)\otimes _{\mathbb {R} }{\mathfrak {lie}}(G)}가 되며, 이는 게이지 불변이다.

## 같이 보기
- 게이지 대칭 (수학)
- 게이지 이론
- 게이지 이론 (수학)
- 주다발